# Runaway Bay
Runaway Bay – miasto w Stanach Zjednoczonych, w stanie Teksas, w hrabstwie Wise. Według spisu ludności z roku 2000, w Runaway Bay mieszka 1 104 mieszkańców.